# Fodíl Megárjah
Fodíl Megárjah (arabul: فضيل مغارية); (Orléansville, 1961. május 23. – ) algériai válogatott labdarúgó.

## Pályafutása

### Klubcsapatban
1982 és 1989, valamint 1993 és 1995 között az ASO Selíf csapatában játszott. 1989 és 1993 között a tunéziai Club Africain játékosa volt, melynek tagjaként két bajnoki címet (1990, 1992) szerzett és egy alkalommal (1991) nyerte meg a CAF-bajnokok kupáját.

### A válogatottban
1986 és 1992 között 76 alkalommal szerepelt az algériai válogatottban. Részt vett az 1986-os világbajnokságon, ahol a Brazília és a Spanyolország elleni csoportmérkőzésen kezdőként lépett pályára. Az Észak-Írország elleni találkozón nem kapott lehetőséget. Tagja volt az 1986-os, az 1988-as és az 1992-es afrikai nemzetek kupáján szereplő válogatott keretének, valamint az 1990-ben győztes csapatnak is.

## Sikerei, díjai
Club Africain
- Tunéziai bajnok (2): 1990, 1992
- CAF-bajnokok kupája (1): 1991
- Afro-ázsiai klubok kupája győztes (1): 1992

Algéria
- Afrikai nemzetek kupája győztes (1): 1990